# 安德里阿諾夫卡河
安德里阿諾夫卡河是俄羅斯的河流，位於堪察加半島，河道全長約92公里，流域面積1,190平方公里，河水主要來自融雪和雨水，是鮭魚的產卵地。